# Macrocyprissa arcuata
Macrocyprissa arcuata is een mosselkreeftjessoort uit de familie van de Macrocyprididae. De wetenschappelijke naam van de soort is voor het eerst geldig gepubliceerd in 1980 door Colalongo & Pasini.